# Шпренгер, Алоис
Алоис Шпренгер (нем. Aloys Sprenger; 3 ноября 1813, Нассерайт, Тироль — 19 декабря 1893, Гейдельберг) — австрийский востоковед и врач.

## Биография
Изучал в Вене медицину и восточные языки. В 1840 году работает в Лейдене со старинными арабскими манускриптами, после чего там же защищает диссертацию по истории арабской медицины. В 1843—1854 годы находится на службе британской Ост-Индской компании в Индии.
В 1856—1881 годах преподавал восточные языки в Бернском университете, в 1881 году переселяется в Гейдельберг. Основным трудом Шпренгера стала биография Мухаммеда, в которой автор с позиций современной ему позитивистской философии истории придавал ведущее значение в процессах создания и эволюции ислама не личности Мухаммеда, а «духу и обстоятельствам времени». Много внимания уделял влиянию мусульманской культуры на культуру европейского средневековья. Труды Шпренгера, а также изданные им совместно с индийскими учёными сочинения восточных авторов, отличались обилием нового материала.

## Сочинения
- Das Leben und die Lehre des Mohammad…, Bd.1-3, Berlin 1861-65
- Die Post- und Reisetouren des Orients, Leipzig 1864
- Die alte Geographie Arabiens, Bern 1875
- Muhammad und der Koran, Heidelberg 1889